# The Green-Eyed Monster (film 1916)
The Green-Eyed Monster è un film muto del 1916 diretto da J. Gordon Edwards.

## Trama
Raimond de Mornay ama la cugina Claire, ma lei finisce per sposare suo fratello Louis. Per dimenticare il suo amore infelice, parte per l'India. Passano molti anni. Ormai Raimond crede di essere guarito e torna in patria. Ben presto, però, la gelosia comincia ad ossessionarlo. Un giorno, in preda alla follia, avvelena Louis e poi ne nasconde il corpo in una grande cassa. Fingendosi in lutto per la morte del fratello, Raimond va a vivere con Claire, mentre il ricordo del suo delitto lo porta sempre più inesorabilmente verso la follia. Quando Claire rifiuta di sposarlo, lui la porta davanti alla cassa e le mostra il cadavere di Louis. La donna ha uno shock e stramazza morta.
Sono passati alcuni anni. Ora Raimond vive con il figlio di suo fratello e di Claire. Ricordando il passato, comincia a raccontare la sua storia al nipote. Poi, apre la cassa e mostra anche a lui il corpo di Louis. Dopodiché, muore.

## Produzione
Il film fu prodotto dalla Fox Film Corporation.

## Distribuzione
Distribuito dalla Fox Film Corporation, il film uscì nelle sale cinematografiche statunitensi il 2 gennaio 1916.